# نیژنیایا تیولما
نیژنیایا تیولما (انگلیسی: Nizhnyaya Tyulma) یک شهرک در شهرستان بلورتسکی باشقیرستان کشور روسیه است.